# Ballonschiff

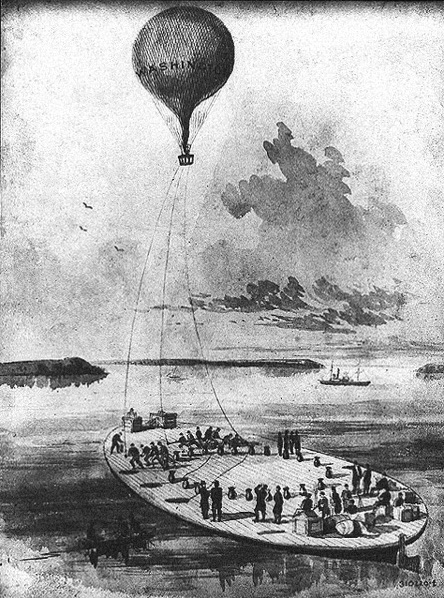
Der Ballon Washington der Union Army über der George Washington Parke Custis und am Schlepper Coeur de Leon angeleint.

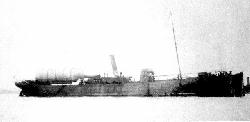
Das Ballonschiff Kolyma der russischen Marine in Wladiwostok, 1905.

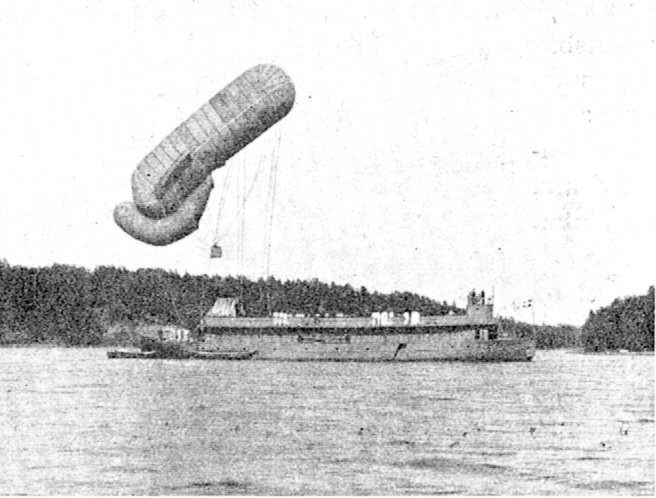
Schwedisches Schiff Ballondepotfartyg Nr. 1 („Ballondepotschiff“), 1907.

Ein Ballonschiff war ein mit einem Fesselballon zur Beobachtung ausgerüstetes Schiff. Sie wurden während der zweiten Hälfte des 19. Jahrhunderts und zu Beginn des 20. Jahrhunderts von verschiedenen Marinen genutzt, um eine möglichst weite Sicht über das umliegende Meer zu haben. Nach verschiedenen Experimenten wurde die Bauart am Anfang des 20. Jahrhunderts formalisiert, aber schon bald durch die Entwicklung von Flugzeugmutterschiffen und Flugzeugträgern am Anfang des Ersten Weltkrieges verdrängt.

## Geschichte
Ballone waren die ersten Luftfahrzeuge, die von Schiffen aufgelassen militärisch genutzt wurden. Bereits 1798 bei der Ägyptischen Expedition führte das Schiff La Patriote einen Ballon mit, der, in Küstennähe gefesselt gestartet, der Aufklärung dienen sollte. Das Schiff sank aber vor Alexandria, bevor ein erster Flugversuch stattfand. 1803 schlug der britische Admiral Charles Henry Knowles die Ausrüstung einer Fregatte mit einem Fesselballon vor, die der Aufklärung von französischen Invasionsvorbereitungen im Hafen von Brest dienen sollte.
Der erste bekannte tatsächliche Einsatz eines Ballons von einem Schiff aus fand am 21. Juli 1849 statt. Damals ließ man vom österreichischen Marinedampfer Volcano einen bemannten Heißluftballon steigen, um Bomben auf Venedig werfen zu können, allerdings ließen ungünstige Winde den Versuch scheitern.
Während des Amerikanischen Bürgerkrieges (etwa zur Zeit des Halbinsel-Feldzuges der Unionsstaaten in Virginia zwecks Zurückdrängung der konföderierten Truppen und Eroberung ihrer Hauptstadt Richmond) wurden Ballons genutzt, um die Stellungen der Konföderierten Armee auszuspähen. Allerdings verlagerten sich die Schlachten bald ins dicht bewaldete Inland der Halbinsel, das von den Ballons nicht mehr erreicht werden konnte. 
Ein Kohlefrachter, die George Washington Parke Custis, wurde von der Takelage auf Deck befreit, um die Gaspumpen und Ballonvorrichtungen aufnehmen zu können. Von dort aus machte Prof. Thaddeus S. C. Lowe, Chief Aeronaut des Union Army Balloon Corps, seine ersten Aufstiege über dem Potomac River und telegrafierte Nachrichten der ersten erfolgreichen Ballonfahrt der Geschichte, die von einem Schiff aus gestartet wurde. In der Folge wurden weitere Lastkähne umgebaut, um mit mehr militärischen Ballons auszuhelfen. Sie wurden über die östlichen Wasserwege transportiert; keines dieser Bürgerkriegsschiffe ist jemals auf hoher See gefahren.

## Typen
Ballons, die von Schiffen stiegen, führten vor dem Ersten Weltkrieg zu einer formalen Entwicklung von Ballonschiffen der Marinen Großbritanniens, Frankreichs, Deutschlands, Italiens, Russlands und Schwedens.
Es wurden etwa zehn solcher Schiffe gebaut, die nach dem Krieg entweder außer Dienst gestellt oder zu Flugzeugmutterschiffen umgebaut wurden.